# Gmach Ministerstwa Finansów
Gmach Ministerstwa Finansów – socrealistyczny budynek znajdujący się w kwartale ulic Świętokrzyskiej, Czackiego, Traugutta i Krakowskiego Przedmieścia w Warszawie. Siedziba Ministerstwa Finansów.

## Opis
Gmach został wzniesiony w latach 1953–1956 dla Ministerstwa Skarbu. Zaprojektowali go Stanisław Bieńkuński i Stanisław Rychłowski. 
Architektura łączy cechy modernizmu z kanonami stylu socrealizmu przy jednoczesnym zastosowaniu założeń pałacowych doby renesansu i baroku. Głównym atutem tego zabytku są wysokie walory artystyczne dobrze zachowanego, oryginalnego wystroju wnętrz, których cechą charakterystyczną jest elegancja, staranne wykonanie i zastosowanie luksusowych materiałów. Wyposażenie w postaci mebli, żyrandoli, metaloplastyki itp. zostało kompleksowo zaprojektowane dla poszczególnych pomieszczeń i w znacznej części jest zachowane. Nad głównym wejściem do budynku znajdują się trzy płaskorzeźby Jana Ślusarczyka, nawiązujące do stylistyki art déco. 
Do drugiej połowy lat 70. XX wieku w jednym ze skrzydeł budynku znajdowało się ogólnie dostępne kino „Skarb”.
W 2012 budynek został wpisany do rejestru zabytków.
Na dziedzińcu od strony ul. Świętokrzyskiej znajduje się fontanna, zbudowana razem z gmachem. Rośnie tam także topola szara datowana na 1891 rok, będąca pozostałością ogrodu przypałacowego Branickich i pomnikiem przyrody od 1978 roku. 
W 2004 na bocznej ścianie gmachu (od strony ul. Czackiego) odsłonięto tablicę upamiętniającą Janusza Regulskiego.

## Galeria

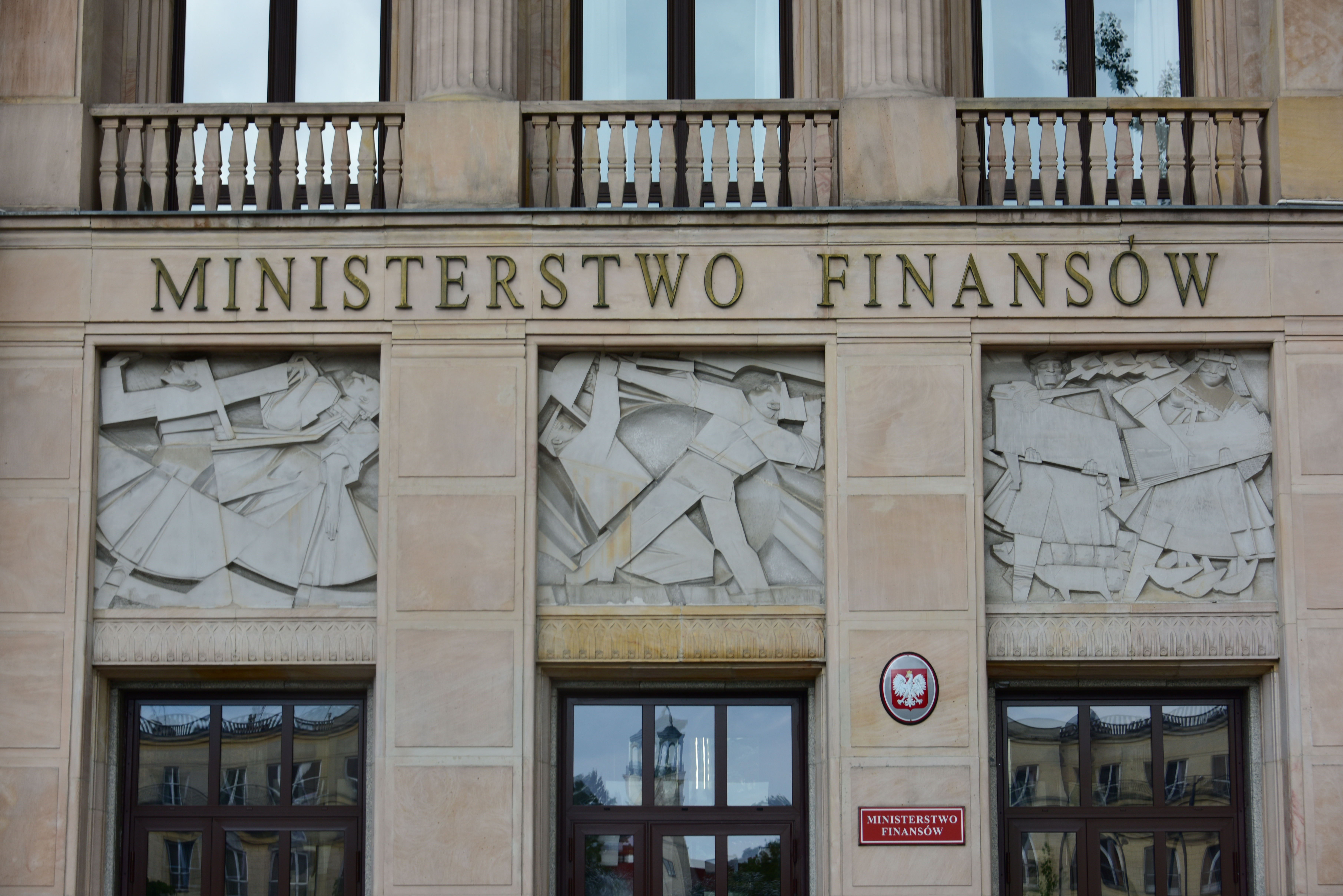
Płaskorzeźby Jana Ślusarczyka nad wejściem głównym
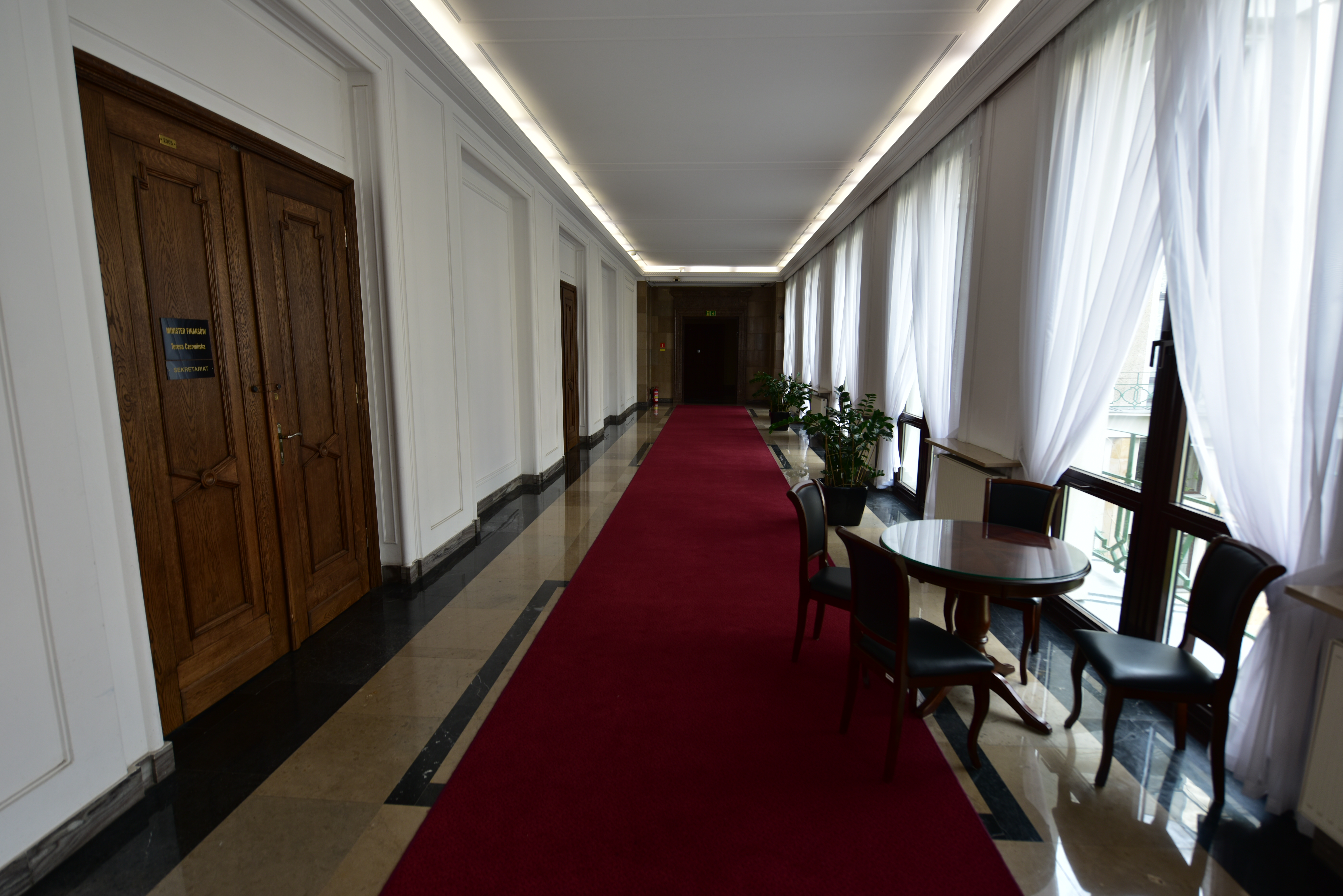
Korytarz, w którym znajduje się gabinet ministra (pierwszy po lewej) i niektórych wiceministrów
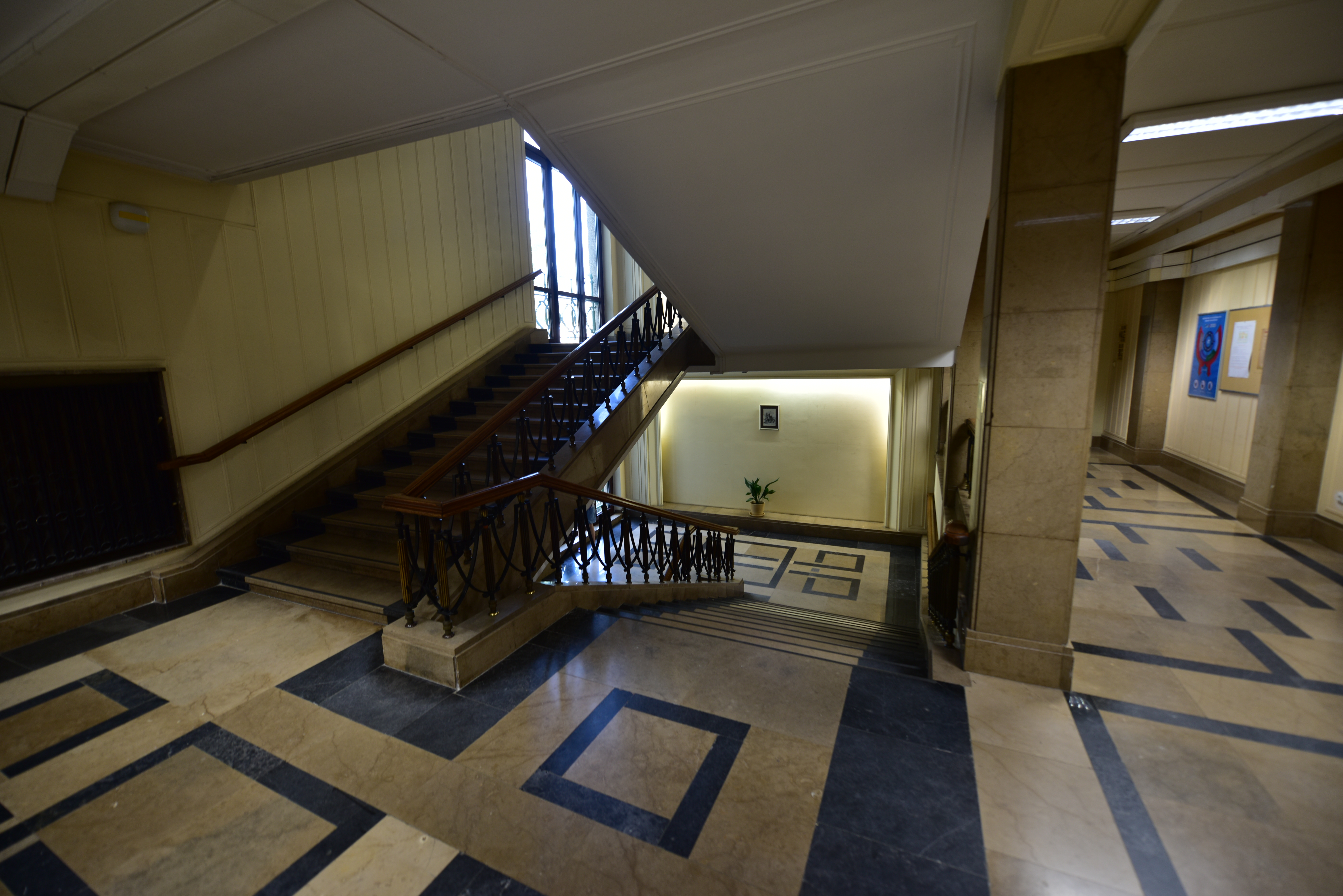
Jedna z klatek schodowych
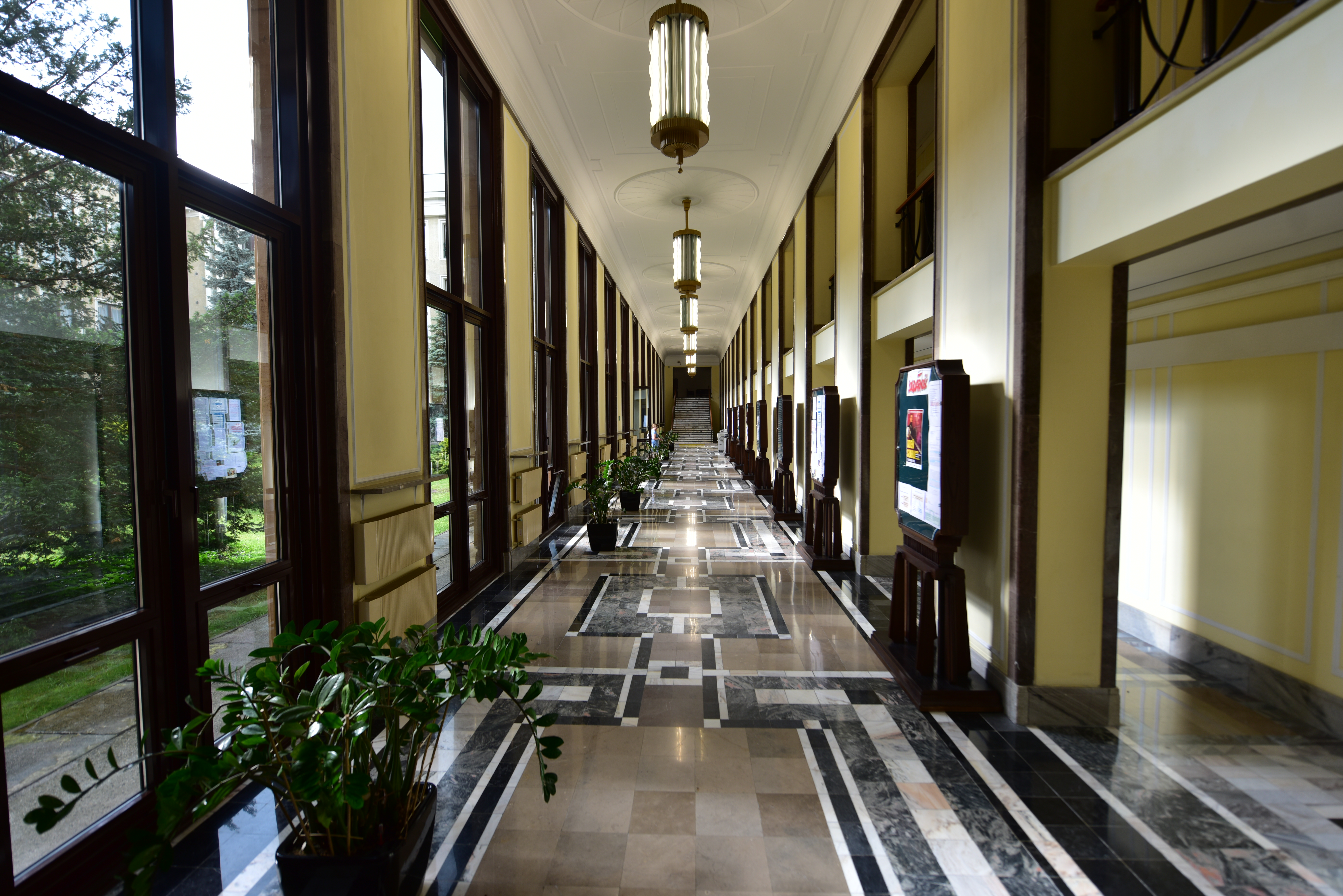
Korytarz na parterze gmachu